# Убийца «Священный паук»
«Убийца „Священный паук“» или «Убийца „Святой паук“» (англ. Holy Spider) — художественный фильм режиссёра Али Аббаси, премьера которого состоялась в мае 2022 года на Каннском кинофестивале. Действие фильма происходит в Иране, в священном городе Мешхед, где происходят убийства проституток. Сюжет основан на реальных событиях 2001 года — деле Саида Ханаи. Главную роль в картине сыграла Зара Амир Эбрахими, получившая приз фестиваля как лучшая актриса. Фильм вошёл в шорт-лист из 15 номинантов на кинопремию «Оскар» в категории «Лучший иностранный художественный фильм».

## Сюжет
Сценарий фильма основан на реальных событиях 2001 года — деле Саида Ханаи. В Мешхеде происходит несколько убийств проституток, у полиции нет даже подозреваемых. Из Тегерана приезжает журналистка Рахими, которая решает помочь расследованию. Её давний друг, журналист Шариф, рассказывает, что после каждого убийства преступник звонит ему и сообщает, где очередной труп. Полицейские не дают Рахими внятного ответа о ходе следствия, они явно не хотят, чтобы в дело вмешивалась женщина.
Параллельно показана жизнь убийцы — каменщика Саида Азими, религиозного мусульманина, отца семейства. По ночам, когда жена с двумя детьми ночует у родни, он сажает проституток на свой мотоцикл, привозит их домой и душит платком. Азими уверен, что совершает благое дело, избавляя священный город от разврата. Рахими и Шарифи выясняют, где и с какой периодичностью происходят убийства, узнают от случайного свидетеля, что предполагаемый преступник — мотоциклист. Рахими решает стать приманкой для убийцы. Однажды ночью Азими забирает её с улицы и привозит домой. Он пытается убить девушку, но та защищается ножом и начинает кричать, так что ей удаётся сбежать. На следующий день убийцу арестовывает полиция.
Все улики указывают на Азими, совершившего 16 убийств, но многие горожане считают, что он совершал благое дело. Преступник отвергает предложение притвориться невменяемым и заявляет, что он «сходит с ума» только от Аллаха и имама Рида. Суд приговаривает его к смертной казни. Друзья Азими обещают ему, что казни не будет и что он просто «исчезнет», но это оказывается обманом: убийцу действительно вешают.
Рахими возвращается в Тегеран. В финальной сцене подросток, сын Азими, с гордостью рассказывает журналистам, что его отец убивал грешных женщин. По его словам, когда-нибудь у казнённого могут появиться последователи — возможно, это будет он сам.

## В ролях
- Зара Амир Эбрахими — Арезу Рахими
- Мехди Беджестани — Саид Ханаи
- Араш Аштиани — Шарифи
- Форузан Джамшиднеяд — Фатима Ханаи
- Сина Парване — Ростами
- Нима Акбарпур — судья
- Месба Талеб — Али Ханаи
- Фируз Агели — Хаджи
- Сара Фазилат — Зинаб
- Алис Рахими — Сомайе

## Создание и оценки
Али Аббаси задумал фильм о мешхедском убийце ещё в 2000-х годах, вскоре после поимки и казни этого преступника. На его замысел заметно повлияла документальная лента Мазиара Бахари And Along Came a Spider: журналистка, которая берёт у убийцы интервью, и дочь одной из жертв стали прототипами главной героини. В конце 2010-х годов Аббаси начал работу над сценарием. Не получив разрешение на съёмки в Мешхеде, он уехал в Иорданию, где и был создан фильм. В производстве участвовали только европейские кинокомпании, и специалисты констатируют, что «Убийца „Священный паук“» не является иранским фильмом, хотя его герои говорят на фарси.
Премьера фильма состоялась в мае 2022 года на Каннском кинофестивале. Зара Амир Эбрахими была признана лучшей актрисой. Дэвид Эрлих из IndieWire отметил в своей рецензии, что успех картины был бы невозможен без игры Эбрахими: актриса смогла «вдохнуть жизнь в более-менее рядовую героиню и привнести в роль ощутимую страсть». Именно Эбрахими, по мнению Эрлиха, «своей решимостью делает даже самые нереалистичные допущения фильма правдоподобными». Министерство культуры и исламской ориентации Ирана опубликовало 29 мая заявление, осуждающее Каннский фестиваль за награждение фильма, назвав это «оскорбительным и политически мотивированным шагом».
В последующие месяцы картина вышла в театральный прокат во Франции (13 июля), в Дании (13 октября), в Германии (12 января 2023 года), в США (13 января), в Швеции (20 января). 11 мая 2023 года она вышла в российский прокат, но через 5 дней стало известно, что Минкульт отозвал прокатное удостоверение, найдя в картине контент с запрещённой законодательством РФ информацией.
Джессика Кьянг из Variety считает, что «источником подлинного ужаса служит не убийца, а реалии почти тотального угнетения женщин в исламской стране, которые фильм Аббаси умно подчёркивает несколькими выверенными сценами, выбивающимися за пределы архитектуры детективного триллера». Карина Назарова (журнал «Сеанс») отметила в своей рецензии, что в «Священном пауке» «свобода репрезентации женского тела разительно контрастирует с правилами, которые соблюдаются в иранском кино». Некоторые критики сочли, что Аббаси в этом фильме упивается насилием, их оппоненты констатировали, что режиссёр просто следует канонам жанра тру-крайм.
Фильм вошёл в шорт-лист из 15 номинантов на кинопремию «Оскар» в категории «Лучший иностранный художественный фильм».